# 테인드라 하워드
테인드라 하워드(Tanedra Howard, 1980년 8월 15일 ~ )는 미국의 배우, 텔레비전 배우, 영화배우이다.
잉글우드에서 태어났다.

## 영화
- 쏘우 3D (2010년)
- 쏘우 - 여섯번의 기회 (2009년) - 시모네 역